# Chilabothrus subflavus
Chilabothrus subflavus är en ormart som beskrevs av Stejneger 1901. Chilabothrus subflavus ingår i släktet Chilabothrus och familjen Boidae. IUCN kategoriserar arten globalt som sårbar. Inga underarter finns listade i Catalogue of Life.
Arten förekommer på Jamaica. Honor lägger inga ägg utan föder levande ungar.